# Liste de peintures de Nicolas de Plattemontagne
Cette page dresse la liste des peintures de Nicolas de Plattemontagne, peintre français d'origine flamande actif dans la seconde moitié du XVIIe siècle.

## Liste
| Image | Titre                                                                       | Date           | Techniques et dimensions        | Commentaire                                                     | Lieu de conservation                             | Référence |
| ----- | --------------------------------------------------------------------------- | -------------- | ------------------------------- | --------------------------------------------------------------- | ------------------------------------------------ | --------- |
|       |                                                                             |                |                                 |                                                                 |                                                  |           |
|       | Double portrait de Jean-Baptiste de Champaigne et Nicolas de Plattemontagne | 1654           | Huile sur toile 132 x 185 cm    |                                                                 | Rotterdam, musée Boymans van Beuningen           |           |
|       | Apollon favorisant les Arts                                                 | 1665           | Huile sur toile 140 x 183 cm    |                                                                 | Paris, Ecole nationale supérieure des Beaux-Arts |           |
|       | La conversion de Silas, geôlier de saint Paul (modello)                     | 1665           | Huile sur toile 77,4 x 62,2 cm  |                                                                 | Collection particulière                          |           |
|       | La conversion de Silas, geôlier de saint Paul (modello)                     | 1665           | Huile sur toile 111 x 90 cm     |                                                                 | Bâle, Kunstmuseum                                |           |
|       | La conversion de Silas, geôlier de saint Paul                               | 1666           | Huile sur toile 404 x 328 cm    |                                                                 | Paris, musée du Louvre                           |           |
|       | Moïse sauvé des eaux                                                        | vers 1670      | Huile sur toile 192 x 276 cm    |                                                                 | Montargis, musée Girodet                         |           |
|       | La Pentecôte                                                                | 1676           | Huile sur toile 326 x 228 cm    | Avait été attribué par Bernard Dorival à Philippe de Champaigne | Libourne, musée des Beaux-Arts                   |           |
|       | Le Châtiment des enfants de Niobé                                           | vers 1680      | Huile sur toile 225 x 178 cm    |                                                                 | Orléans, musée des Beaux-Arts                    |           |
|       | La déploration sur le Christ mort                                           | vers 1680-1690 | Huile sur toile 126 x 96 cm     |                                                                 | Collection particulière                          |           |
|       | Sainte Marguerite                                                           | vers 1680-1690 | Huile sur toile, 27,9 x 22,2 cm |                                                                 | Localisation actuelle inconnue                   |           |
|       | L'Assomption de la Vierge                                                   | vers 1680-1700 | Huile sur toile 129,5 x 87,5 cm |                                                                 | Localisation actuelle inconnue                   |           |
|       | L'Assomption de la Vierge                                                   | 1684           | Huile sur toile                 |                                                                 | Avignon, église Saint-Agricol                    |           |
|       | La Pentecôte                                                                | 1696           | Huile sur toile                 |                                                                 | Retiers, église Saint-Pierre                     |           |
|       | L'Adoration des bergers                                                     | 1700-1701      | Huile sur toile 48,5 x 41,2 cm  |                                                                 | Collection particulière                          |           |
|       | Le Christ et la Cananéenne                                                  | 1701           | Huile sur toile 400 x 233 cm    |                                                                 | Lyon, Primatiale Saint-Jean                      |           |
|       | L'Adoration des bergers                                                     | 1701           | Huile sur toile 260 x 195 cm    |                                                                 | Avallon, église Saint-Martin                     |           |
|       | Sainte Geneviève priant pour les malades                                    | avant 1704     | Huile sur toile 63,4 x 75,4 cm  |                                                                 | Paris, musée de l'Assistance publique            |           |
|       | La Nativité                                                                 |                | Huile sur toile 185 x 193 cm    |                                                                 | Grenoble, musée de Grenoble                      |           |
|       | Le Christ et les trois Marie                                                |                | Huile sur toile 87 x 108 cm     |                                                                 | Moscou, musée Pouchkine                          |           |
|       | L'Adoration des mages                                                       |                | Huile sur toile 81,8 x 65,2 cm  |                                                                 | Quimper, musée des Beaux-Arts                    |           |